# Đội ngũ sản xuất
Đội ngũ sản xuất hay ê-kíp sản xuất là một nhóm các nhân viên kỹ thuật chuyên sản xuất, chế tác kịch sân khấu, chương trình truyền hình, âm nhạc hay điện ảnh. Về đại thể, từ này thường chỉ tất cả các cá nhân chịu trách nhiệm về những mặt kỹ thuật chuyên môn trong việc sáng tạo ra một sản phẩm cụ thể, ở bất kỳ nơi nào đòi hỏi chuyên môn của họ trong quá trình làm việc, hoặc là họ sẽ tham gia dự án đó trong bao lâu. Lấy ví dụ, trong một màn biểu diễn sân khấu kịch, đội ngũ sản xuất không chỉ bao gồm tổ hậu cần (bao gồm cả ban kỹ thuật) mà còn có cả nhà sản xuất sân khấu kịch, nhà thiết kế và đạo diễn sân khấu.
Một đơn vị chế tác trong quá trình làm phim thì bao gồm đoàn làm phim và đội ngũ làm truyền hình trong việc ghi hình.
Trong lĩnh vực âm nhạc, từ đội ngũ sản xuất ý chỉ một nhóm các cá nhân nắm giữ vai trò "nhà sản xuất âm nhạc" vốn thường dành riêng cho một cá nhân. Một vài ví dụ về các đội ngũ sản xuất âm nhạc gồm có bộ đôi Matmos của Mỹ và nhóm D'Influence của Anh.